# Federazione di rugby a 15 dell'Ungheria
La Federazione Rugby XV dell'Ungheria (in ungherese: Magyar Rögbi Szövetség) è l'organo che governa il Rugby a 15 in Ungheria.
Affiliata all'International Rugby Board, è inclusa fra le nazionali di terzo livello senza esperienze di Coppa del Mondo.